# Incondicional
Singles de Prince Royce
Las Cosas Pequeñas
(2012) Te Me Vas
(2012)
Incondicional est une chanson de Prince Royce issue de son album Phase ll. C'est un mélange de musique mexicaine et de bachata. L'album est sorti le 12 juin 2012. 

## Interprétation en live
Lors de la cérémonie des Latin Grammy Awards 2012, Prince Royce a interprété la chanson en direct avec l'auteur-compositeur-interprète mexicain Joan Sebastian.

## Charts
| Charts (2012)                  | Top position |
| ------------------------------ | ------------ |
| États-Unis (Hot Latin Songs)   | 2            |
| États-Unis (Latin Airplay)     | 1            |
| États-Unis (Latin Pop Airplay) | 3            |
| États-Unis (Tropical Airplay)  | 1            |